# Карла ван дер Бон
Карла ван дер Бон (нід. Karla van der Boon, 9 жовтня 1968) — нідерландська ватерполістка.
Учасниця Олімпійських Ігор 2000 року.
Чемпіонка світу з водних видів спорту 1991 року, призерка 1994, 1998 років.